# Liste der Naturdenkmale in Berkatal
Die Liste der Naturdenkmale in Berkatal nennt die im Gebiet von Berkatal im Werra-Meißner-Kreis in Hessen gelegenen Naturdenkmale.

## Liste
| Bild                          | Bezeichnung                                           | Ortsteil, Lage                                           | Beschreibung | Art | Nr.         |
| ----------------------------- | ----------------------------------------------------- | -------------------------------------------------------- | --- | --- | ----------- |
| mehr Fotos \| Fotos hochladen | Kleiner Marstein                                      | Frankershausen 51° 14′ 44,6″ N, 9° 54′ 33,8″ O           | |     | BKT 636.112 |
| mehr Fotos \| Fotos hochladen | Kressenborn                                           | Frankershausen 51° 14′ 53,4″ N, 9° 54′ 54,7″ O           | Karstquelle |     | BKT 636.113 |
| mehr Fotos \| Fotos hochladen | Breitenborn                                           | Frankershausen 51° 14′ 52,7″ N, 9° 54′ 59,4″ O           | Karstquelle |     | BKT 636.114 |
| mehr Fotos \| Fotos hochladen | Großer Marstein                                       | Frankenhain 51° 14′ 50,7″ N, 9° 54′ 29,1″ O              | |     | BKT 636.115 |
| mehr Fotos \| Fotos hochladen | Dorflinde                                             | Frankenhain 51° 14′ 23,9″ N, 9° 53′ 43,1″ O              | Der mehr als zweihundert Jahre alte Baum wurde bereits im Jahr 1936 in das Naturdenkmalbuch des Kreises Eschwege eingetragen. Er steht mit weiteren vier Linden auf dem Anger in der Ortsmitte, der als ehemaliger Gerichtsplatz aus städtebaulichen und ortsgeschichtlichen Gründen schützenswert ist. |     | BKT 636.534 |
| mehr Fotos \| Fotos hochladen | Molkenbaum (Linde)                                    | Frankershausen 51° 13′ 43,6″ N, 9° 53′ 31,4″ O           | Der einstige Molkenbaum war eine mächtige Linde, die damals an die 600 Jahre alt gewesen sein soll, bevor sie im ersten Jahrzehnt des 20. Jahrhunderts niedergebrannt wurde. Unter ihr versammelten sich früher die Meißnerhirten mit ihren Herden und hier wurden auch die Kühe gemolken. Der heutige Molkenbaum wurde bereits in der Mitte der 1930er Jahre zu einem Naturdenkmal erklärt. Sein Alter ist schwer zu bestimmen, das Pflanzdatum ist unbekannt. |     | BKT 636.535 |
| mehr Fotos \| Fotos hochladen | Linde                                                 | Frankershausen, Am Anger 51° 14′ 10,2″ N, 9° 55′ 15,4″ O | Die älteste der drei Angerlinden gehört zu den 101 Bäumen und Baumgruppen im ehemaligen Landkreis Eschwege, die durch die gesetzlichen Neuregelungen im Bereich des Natur- und Umweltschutzes im Jahr 1936 zu einem Naturdenkmal erklärt wurden. |     | BKT 636.536 |
| mehr Fotos \| Fotos hochladen | 1 Linde mit 6 Einfassungslinden                       | Hitzerode, Kirchberg 51° 14′ 21,7″ N, 9° 57′ 27,3″ O     | Über das Alter der im Jahr 1936 zum Naturdenkmal erklärten Dorflinde kann nur spekuliert werden. In dem 1984 erschienenen Buch Bäume aus dem Werraland wird ihre Lebenszeit mit „mindestens 350 Jahre“ angegeben. Der vollkommen hohle Baum steht auf dem Anger, an der nördlichen Seite der evangelischen Kirche von Hitzerode. Die ursprünglich zweistufige Anlage wurde anfangs der 1980er Jahre umgestaltet. Beim Angleichen der tiefer liegenden Ebene an den höheren Bereich ist auch ein rund halber Meter des unteren Stammendes zugeschüttet worden. Unter dem historisch bedeutsamen Baum wurden in vergangenen Zeiten Gemeindeangelegenheiten geregelt und Recht gesprochen. |     | BKT 636.552 |
| mehr Fotos \| Fotos hochladen | Lusthäuschenfelsen (Wachtsteinwand samt … Altarstein) | Frankenhain 51° 15′ 2,5″ N, 9° 54′ 56,2″ O               | |     | BKT 636.615 |